# Charles-Nicolas Cochin
Pour l’article homonyme, voir Charles-Nicolas Cochin (père).

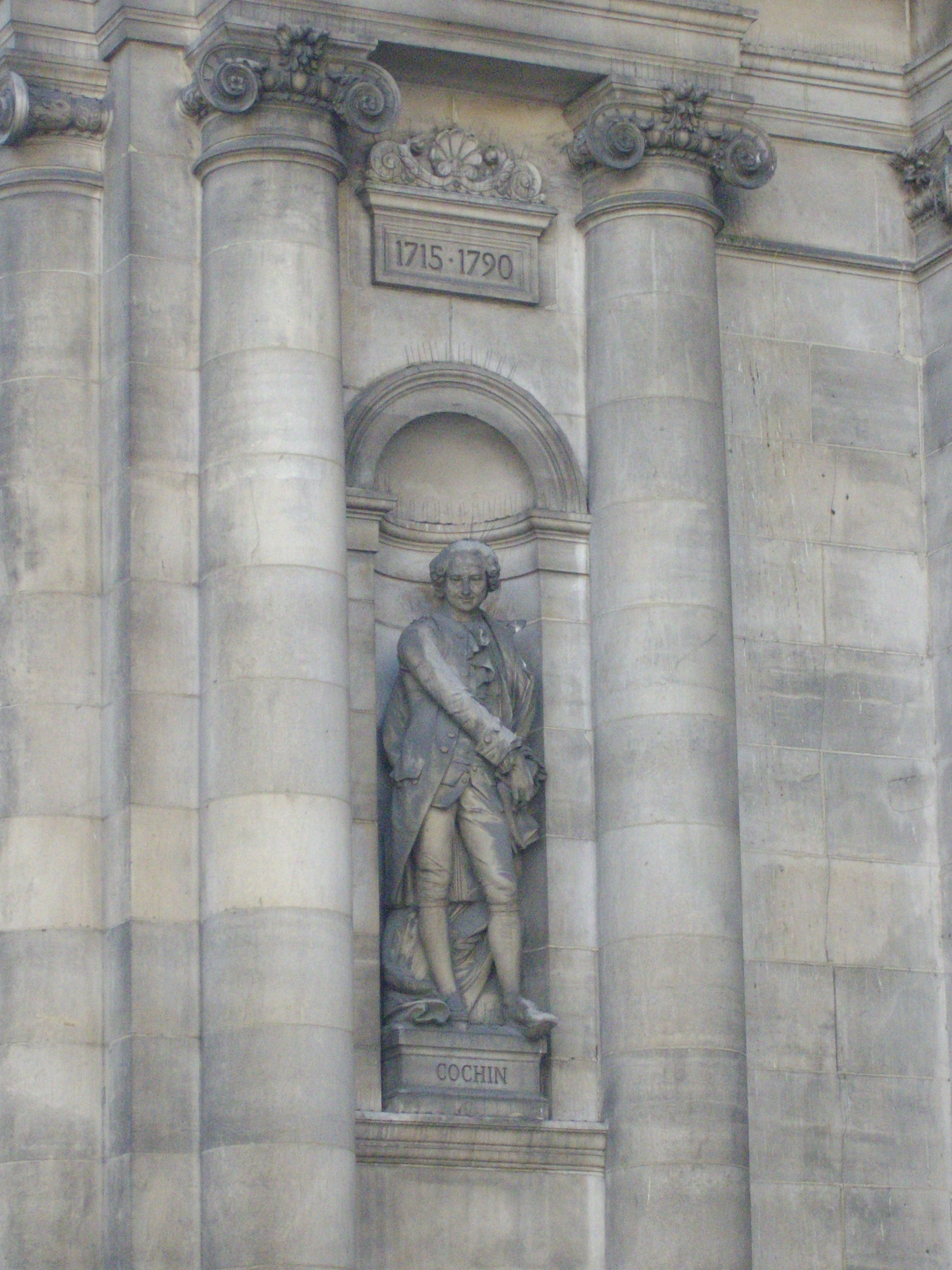
Gustave Deloye, Charles-Nicolas Cochin, façade arrière de l'hôtel de ville de Paris.

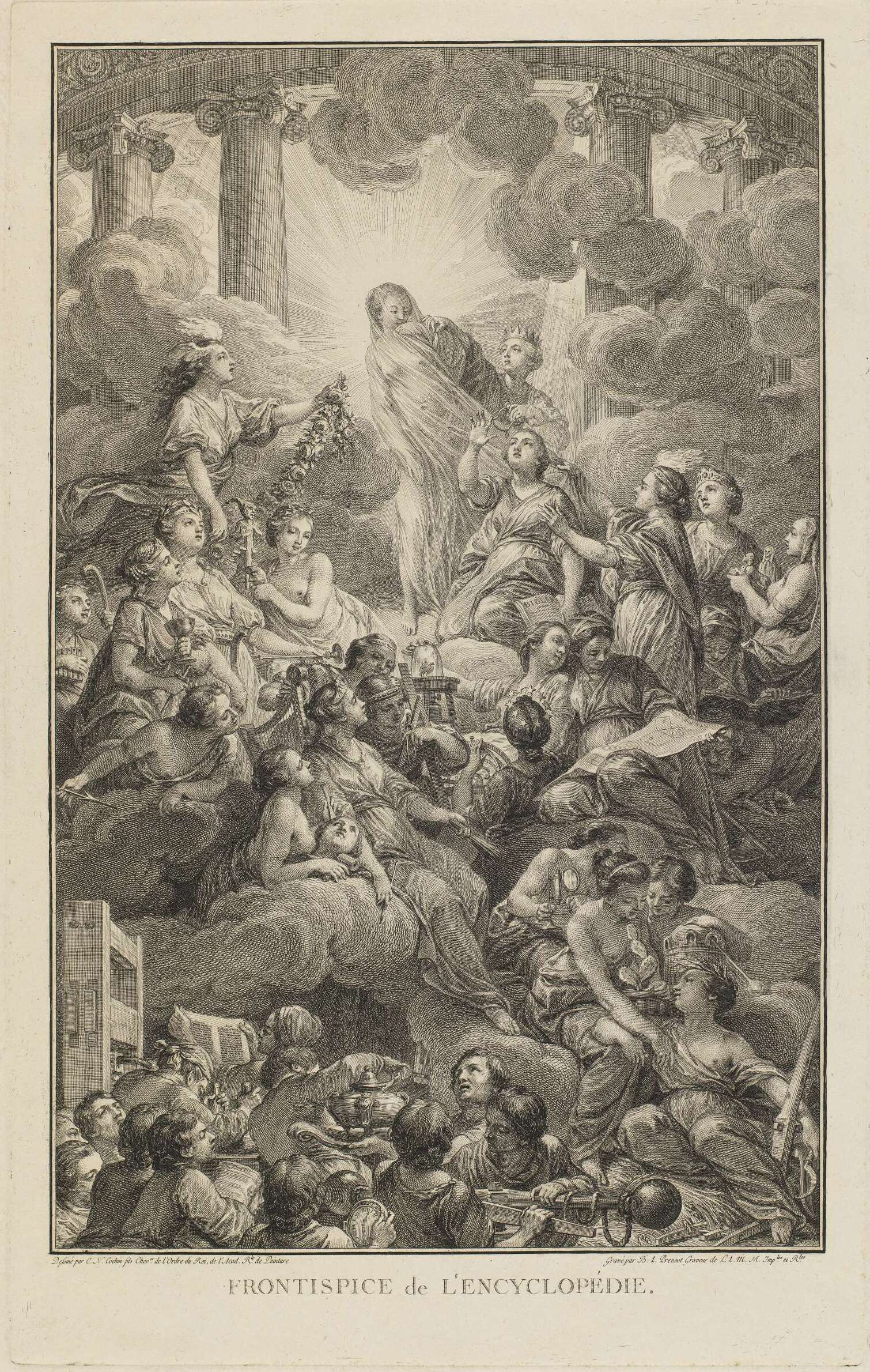
Frontispice de l’Encyclopédie de Diderot et d'Alembert, dessiné par Charles-Nicolas Cochin
et gravé par Benoît-Louis Prévost (1772).

Charles-Nicolas Cochin, dit Charles-Nicolas Cochin fils — pour le distinguer de son père —, né le 22 février 1715 à Paris où il est mort le 29 avril 1790, est un graveur et dessinateur français. Écrivain, il fut aussi ordonnateur des beaux-arts sous la direction du marquis de Marigny, et secrétaire-historiographe de l'Académie royale.

## Biographie
Charles-Nicolas Cochin est l’élève de ses parents, Charles-Nicolas Cochin et Louise-Magdeleine Horthemels, tous deux graveurs dans la rue Saint Jacques à Paris, ainsi que du peintre Jean II Restout. Il réalise sa première gravure en 1727.
Il accompagne le marquis de Vandières, futur Marigny, en Italie de 1749 à 1751, avec Jacques-Germain Soufflot et l'abbé Le Blanc. Ce voyage sera décisif pour sa carrière et pour l'évolution du goût en France après 1751.
Le 27 novembre 1751, il est reçu par acclamation membre de l’Académie royale de peinture et de sculpture sans avoir eu à produire un morceau de réception, qu'il ne présentera que beaucoup plus tard, en 1763.
Il est nommé secrétaire historiographe de l'Académie en 1752. Il succède le 23 juin de la même année à Charles Antoine Coypel dans la fonction de garde des dessins du Cabinet du roi et à celle de censeur royal. Il obtient des lettres patentes de noblesse le 20 mars 1757 puis devient plus tard chevalier de l’ordre de Saint-Michel.
En 1773, il publie Voyage en Italie ou recueil de notes sur les ouvrages de peinture et de sculpture qu’on voit dans les principales villes d’Italie, ouvrage encore consulté de nos jours pour connaitre les lieux d’origines d’œuvres spoliées durant la campagne d’Italie (à laquelle il n'a pas participé).
Son cousin Belle, fils de sa tante maternelle Marie-Nicole et du peintre ordinaire du roi, Alexis Simon Belle, fut son exécuteur testamentaire.

## Correspondance
Cent trois lettres de Cochin ont été publiées par Christian Michel en 1986 ; elles sont pour la plupart adressées à Jean-Baptiste Descamps. Elles constituent un précieux témoignage sur la vie de ce personnage. On y apprend que le 12 juillet 1786, il est tombé dans la Seine, serrant dans sa main un carnet de dessin (comme Jules César ses Commentaires, précise-t-il). Il nous raconte que Joseph Vernet « d’une foiblesse [sic] inexprimable pour ses enfans », entretient un cheval pour son fils Carle Vernet et celui-ci, alors jeune, est tombé de cheval en allant voir une revue des gardes françaises. Il déplore qu’un élève lui a volé huit à neuf cents estampes des ports de France de Joseph Vernet. Mais il est bien obligé de recevoir de Descamps, à Rouen, de jolis mouchoirs.
On apprend qu’un peintre nommé Martin « est un homme actif qui n’a nulle envie de rester dans la misère » et qu’à l’occasion, celui-ci achète et revend des tableaux. Une de ses trouvailles fut un Rubens provenant du duc d’Orléans. Soupçonné de recel, Martin put prouver sa bonne foi et le lieutenant de police s’aperçoit qu’il provient d’un lot d’œuvres déclarées « croûtes » par le peintre Jean-Baptiste-Marie Pierre et échouées dans un cabaret de Saint-Cloud.

## Élèves
Membre de l'Académie royale de peinture et de sculpture, Charles-Nicolas Cochain a eu plusieurs élèves notables :
- André Gaspard Parfait de Bizemont-Prunelé, peintre et graveur français (1752-1837)
- Louis-Jean Desprez, peintre, architecte et graveur français (1743-1804)
- Claude Olivier Gallimard, graveur et illustrateur français (1719-1774)
- Pasqual Pere Moles i Corones, graveur espagnol (1741-1797)

## Œuvres

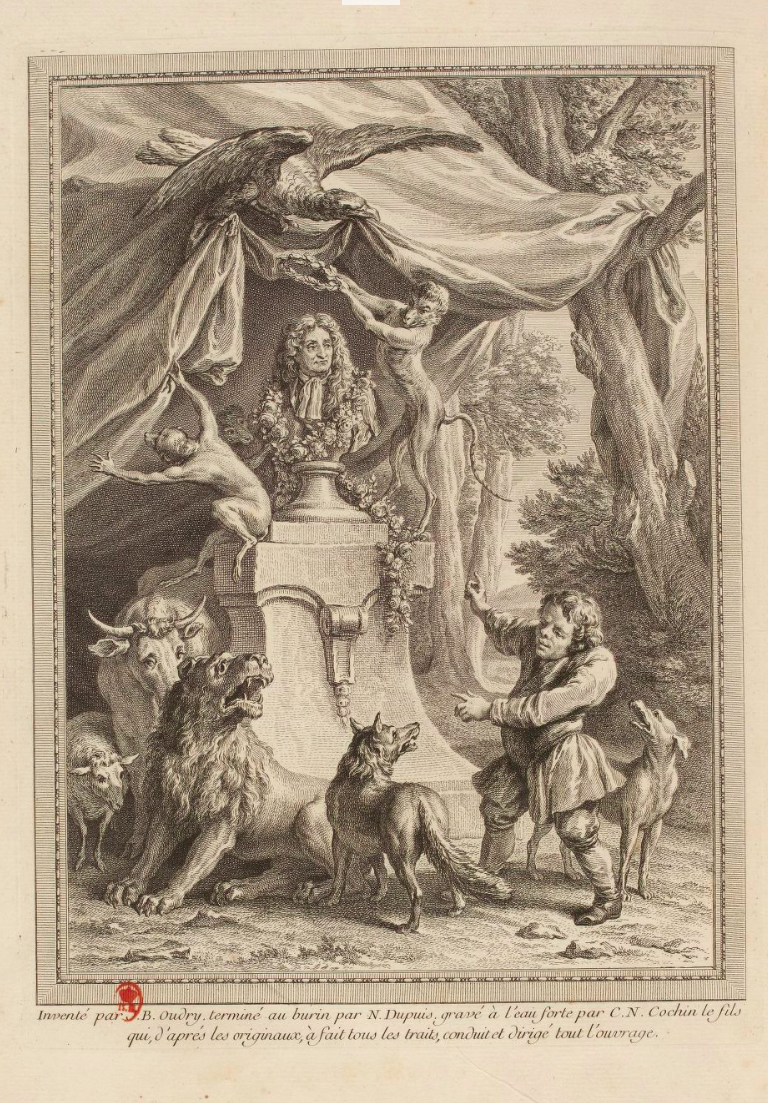
Frontispice des Fables de La Fontaine (1755), d'après Oudry et où Cochin est dit avoir fait d'après les originaux, tous les traits, dirigé et conduit tout l'ouvrage.

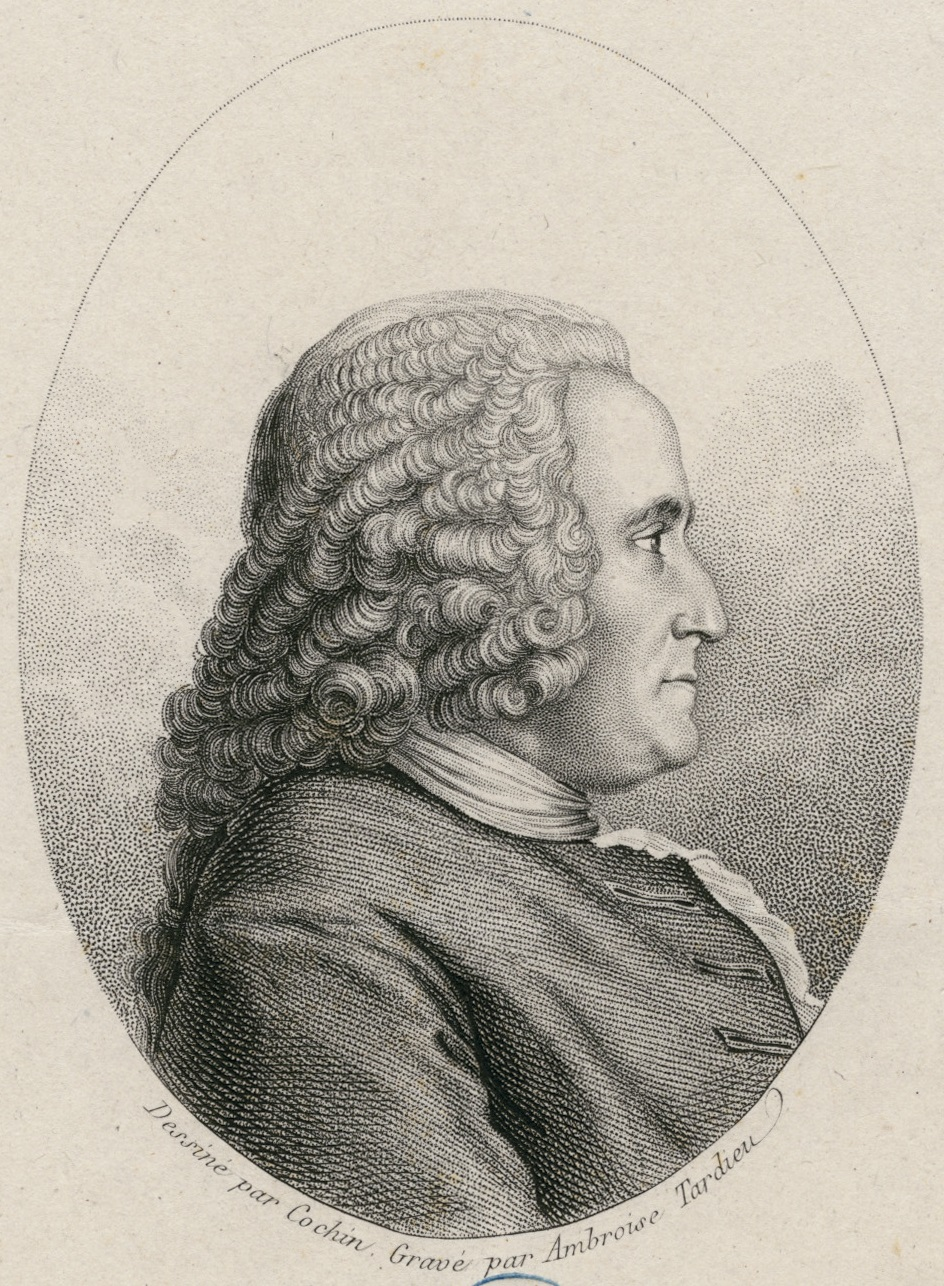
Denis Dodart (1634-1707), Botaniste et médecin membre de l'Académie des sciences. Dessiné par Cochin et gravé par Ambroise Tardieu.

Son œuvre comprend plus de 1 500 pièces, parmi lesquelles :
- Premiers indiens qui s'offrent à Christophe Colomb[3], estampe, musée du Nouveau Monde de La Rochelle.
- Portrait de Guillaume Thomas Raynal,[4] estampe, musée du Nouveau Monde de La Rochelle.
- Le Port de La Rochelle vu de la petite rive[5], estampe, 1767, musée du Nouveau Monde de La Rochelle.
- Nègres grimpants sur les arbres[6], musée du Nouveau Monde de La Rochelle.
- Lycurgue blessé dans une sédition ;
- La Mort d’Hippolyte ;
- David jouant de la harpe devant Saül ;
- Figures de la Jérusalem délivrée ;
- Vue perspective de la décoration élevée sur la terrasse du château de Versailles pour l'illumination et le feu d'artifice qui a été tiré à l'occasion de la naissance de duc de Bourgogne le 30 décembre 1751, gravé par Martin Marvie.
- Frontispice et direction de la gravure pour les Fables choisies, mises en vers par J. de La Fontaine, 4 tomes illustrés par Oudry, Paris, Saillant, Desaint et Durand, imprimé chez Jombert, 1755-1759.
- Les Conquêtes de L'empereur de la Chine (1766-1774), adaptation à la taille-douce, par une équipe sous sa direction, de peintures réalisées par le Chinois An Deyi (安德義, à la demande de l'empereur mandchou Qing Qianlong[7]) ;
- La Bénignite, gravé par François Robert Ingouf ;
- Le frontispice de l’Encyclopédie, gravé par Benoît-Louis Prévost [1772] ;
- Portrait d’Aignan Thomas Desfriches, 1755, graphite et sanguine sur papier vergé, diamètre: 12,7 cm, musée des Beaux-Arts d’Orléans[8].

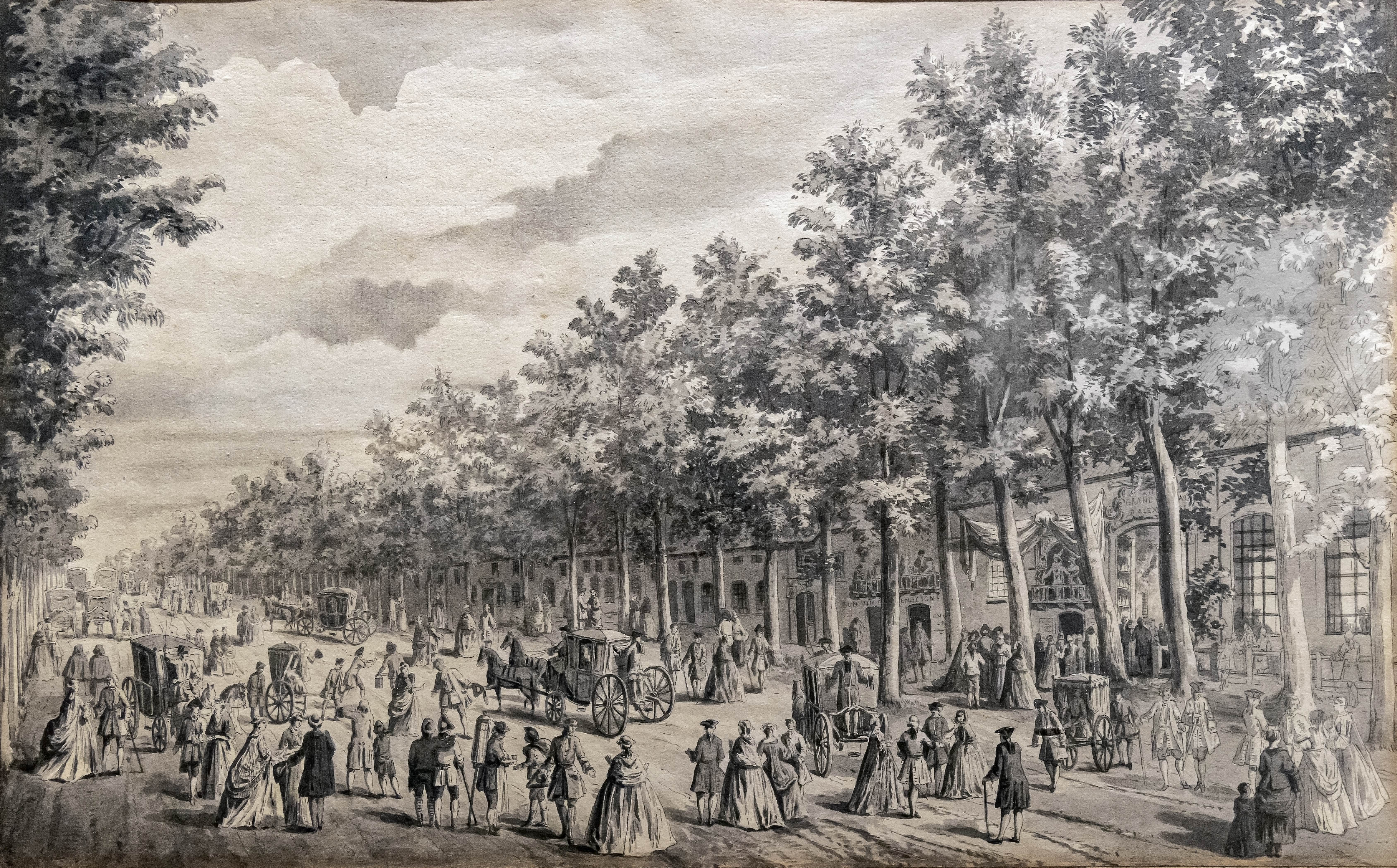
Promenade des Remparts de Paris, dessin, fondation Bemberg.

## Dans la culture populaire
Dans le film La Bonne Année de Claude Lelouch, sorti en France en 1973, il est question de Nicolas Cochin mais présenté erronément comme un ébéniste. Cherchant à séduire une antiquaire (Françoise Fabian), un soi-disant homme d'affaires qui en fait prépare le casse d'une bijouterie à Cannes (Lino Ventura) vient lui vendre une petite table de style Louis XVI qu'elle avait vainement cherché à acquérir un peu plus tôt auprès d'une gérante de restaurant. Elle explique alors que la table est de « Nicolas Cochin, l’ennemi de la rocaille, de la palmette, de la feuille d’acanthe… de tous les ornements décadents qui caractérisaient le style Louis XV. ».

## Pour approfondir